# Diabeł z trzema złotymi włosami (film 2009)
Diabeł z trzema złotymi włosami  (niem. Der Teufel mit den drei goldenen Haaren) – niemiecko-austriacki film familijny z 2011 roku, należący do cyklu filmów telewizyjnych Märchenperlen (Bajkowe Perły). Film jest adaptacją baśni braci Grimm pt. Bajka o diable z trzema złotymi włosami.

## Fabuła
Pewnego razu w wiosce przychodzi na świat niezwykłe dziecko. Wieści szybko rozeszły się po wiosce i w końcu dotarły do króla. Wśród mieszkańców krąży legenda, że córka króla jest przeznaczona mężczyźnie urodzonemu w czepku. W związku z tym król nieudolnie próbuje namówić matkę dziecka, by oddału mu go na wychowanie, jednak kobieta nie zamierza oddać swojego syna. Postanawia ukryć dziecko w pudełku, a następnie wrzucić do rzeki. Wkrótce dziecko odnajduje rodzina młynarza, a gdy król odnajduje chłopca, zleca mu bardzo trudne zadanie. 

## Obsada
- Béla Baptiste - Hans
- lse Bendin - Babcia Hansa
- Stephan Boden - Młynarz
- Barbara Ferun - Młynarka
- Beate Furcht - Królowa
- Thomas Giegerich - Kamerdyner Willibalda
- Fritz Karl - Diabeł
- Rita Russek – Babcia Diabła
- Ina-Alice Kopp - 	Księżniczka Isabella